# Gennadios II
Gennadios II (zm. 665) – egzarcha Kartaginy w latach 647/648–665.
Był egzarchą Kartaginy, który zastąpił uzurpatora Grzegorza. Po przeniesieniu siedziby cesarskiej przez Konstansa II z Konstantynopola do Syrakuz Gennadios zbuntował się i uciekł do Arabów. 